# Slalom géant hommes des championnats du monde de ski alpin 2025
Navigation
Méribel-Courchevel 2023 Crans-Montana 2027
Skieur le plus constant sur l'ensemble des deux manches, Raphael Haaser devient champion du monde alors qu'il ne s'est jamais imposé en Coupe du monde. Il est suivi par un trio suisse, le favori Marco Odermatt échouant au pied du podium. 

## Médaillés
| Or             | Argent          | Bronze        |
| Raphael Haaser | = Thomas Tumler | Loïc Meillard |

## Résultats
Le départ de la première manche a été donné le 14 février à 9h 45, et celui de la deuxième manche à 13 h 15,
| Rang               | Dossard                     | Nome                    | Pays                         | Manche 1      | Rang        | Manche 2      | Rang          | Total         | Diff          |
| ------------------ | --------------------------- | ----------------------- | ---------------------------- | ------------- | ----------- | ------------- | ------------- | ------------- | ------------- |
| Médaille d'or      | 22                          | Raphael Haaser          | Autriche                     | 1 min 21 s 72 | 5           | 1 min 17:99   | 4             | 2:39 s 71     | —             |
| Médaille d'argent  | 7                           | Thomas Tumler           | Suisse                       | 1 min 21 s 73 | 6           | 1 min 18 s 21 | 8             | 2:39 s 94     | +0 s 23       |
| Médaille de bronze | 2                           | Loïc Meillard           | Suisse                       | 1 min 21 s 12 | 2           | 1 min 19 s 10 | 22            | 2:40 s 22     | +0 s 51       |
| 4                  | 5                           | Marco Odermatt          | Suisse                       | 1 min 21 s 34 | 3           | 1 min 18 s 95 | 20            | 2:40 s 29     | +0 s 58       |
| 5                  | 9                           | Marco Schwarz           | Autriche                     | 1 min 21 s 97 | 8           | 1 min 18 s 52 | 12            | 2:40 s 49     | +0 s 78       |
| 6                  | 8                           | Thibaut Favrot          | France                       | 1 min 22 s 09 | 10          | 1 min 18 s 45 | 10            | 2:40 s 54     | +0 s 83       |
| 7                  | 11                          | Timon Haugan            | Norvège                      | 1 min 21 s 10 | 1           | 1 min 19 s 61 | 25            | 2:40 s 71     | +1 s 00       |
| 8                  | 6                           | Henrik Kristoffersen    | Norvège                      | 1 min 21 s 98 | 9           | 1 min 18 s 75 | 18            | 2:40 s 73     | +1 s 02       |
| 9                  | 10                          | Luca De Aliprandini     | Italie                       | 1 min 21 s 73 | 6           | 1 min 19 s 01 | 21            | 2:40 s 74     | +1 s 03       |
| 10                 | 12                          | Atle Lie McGrath        | Norvège                      | 1 min 22 s 26 | 13          | 1 min 18 s 67 | 16            | 2:40 s 93     | +1 s 22       |
| 11                 | 3                           | Žan Kranjec             | Slovénie                     | 1 min 22 s 31 | 14          | 1 min 18 s 66 | 15            | 2:40 s 97     | +1 s 26       |
| 12                 | 24                          | Anton Grammel           | Allemagne                    | 1 min 23 s 57 | 22          | 1 min 17 s 44 | 1             | 2:41 s 01     | +1 s 30       |
| 13                 | 4                           | Filip Zubčić            | Croatie                      | 1 min 22 s 23 | 12          | 1 min 18 s 81 | 19            | 2:41 s 04     | +1 s 33       |
| 14                 | 18                          | Lucas Pinheiro Braathen | Brésil                       | 1 min 23 s 04 | 19          | 1 min 18 s 11 | 6             | 2:41 s 15     | +1 s 44       |
| 15                 | 19                          | Léo Anguenot            | France                       | 1 min 22 s 81 | 16          | 1 min 18 s 39 | 9             | 2:41 s 20     | +1 s 49       |
| 16                 | 16                          | Patrick Feurstein       | Autriche                     | 1 min 23 s 09 | 20          | 1 min 18 s 20 | 7             | 2:41 s 29     | +1 s 58       |
| 17                 | 14                          | River Radamus           | États-Unis                   | 1 min 22 s 12 | 11          | 1 min 19 s 24 | 23            | 2:41 s 36     | +1 s 65       |
| 18                 | 27                          | Fabian Gratz            | Allemagne                    | 1 min 23 s 01 | 18          | 1 min 18 s 65 | 14            | 2:41 s 66     | +1 s 95       |
| 19                 | 40                          | Bridger Gile            | États-Unis                   | 1 min 23 s 63 | 23          | 1 min 18 s 09 | 5             | 2:41 s 72     | +2 s 01       |
| 20                 | 44                          | Giovanni Franzoni       | Italie                       | 1 min 23 s 85 | 24          | 1 min 17 s 88 | 2             | 2:41 s 73     | +2 s 02       |
| 21                 | 17                          | Alex Vinatzer           | Italie                       | 1 min 23 s 23 | 21          | 1 min 18 s 56 | 13            | 2:41 s 79     | +2 s 08       |
| 22                 | 29                          | Erik Read               | Canada                       | 1 min 24 s 19 | 30          | 1 min 17 s 88 | 2             | 2:42 s 07     | +2 s 36       |
| 23                 | 36                          | Aleix Aubert            | Espagne                      | 1 min 24 s 00 | 26          | 1 min 18 s 50 | 11            | 2:42 s 50     | +2 s 79       |
| 24                 | 23                          | Filippo Della Vite      | Italie                       | 1 min 24 s 10 | 28          | 1 min 18 s 71 | 17            | 2:42 s 81     | +3 s 10       |
| 25                 | 21                          | Sam Maes                | Belgique                     | 1 min 22 s 98 | 17          | 1 min 20 s 08 | 27            | 2:43 s 06     | +3 s 35       |
| 26                 | 26                          | Jonas Stockinger        | Allemagne                    | 1 min 23 s 95 | 25          | 1 min 19 s 45 | 24            | 2:43 s 40     | +3 s 69       |
| 27                 | 41                          | Adam Žampa              | Slovaquie                    | 1 min 24 s 11 | 29          | 1 min 19 s 65 | 26            | 2:43 s 76     | +4 s 05       |
| 28                 | 30                          | Andreas Žampa           | Slovaquie                    | 1 min 24 s 23 | 32          | 1 min 20 s 17 | 28            | 2:44 s 40     | +4 s 69       |
| 29                 | 47                          | Fabian Ax Swartz        | Suède                        | 1 min 24 s 35 | 33          | 1 min 20 s 96 | 30            | 2:45 s 31     | +5 s 60       |
| 30                 | 58                          | Jan Zabystřan           | Tchéquie                     | 1 min 25 s 05 | 38          | 1 min 20 s 41 | 29            | 2:45 s 46     | +5 s 75       |
| 31                 | 37                          | Louis Muhlen-Schulte    | Australie                    | 1 min 24 s 48 | 36          | 1 min 21 s 39 | 31            | 2:45 s 87     | +6 s 16       |
| 32                 | 33                          | Patrick Kenney          | États-Unis                   | 1 min 24 s 20 | 31          | 1 min 21 s 79 | 33            | 2:45 s 99     | +6 s 28       |
| 33                 | 42                          | Albert Ortega           | Espagne                      | 1 min 24 s 47 | 35          | 1 min 22 s 04 | 35            | 2:46 s 51     | +6 s 80       |
| 34                 | 31                          | Christian Borgnaes      | Danemark                     | 1 min 25 s 24 | 40          | 1 min 21 s 62 | 32            | 2:46 s 86     | +7 s 15       |
| 35                 | 45                          | Hayata Wakatsuki        | Japon                        | 1 min 25 s 04 | 37          | 1 min 21 s 91 | 34            | 2:46 s 95     | +7 s 24       |
| 36                 | 51                          | Denni Xhepa             | Albanie                      | 1 min 26 s 79 | 45          | 1 min 22 s 66 | 37            | 2:49 s 45     | +9 s 74       |
| 37                 | 61                          | Konstantin Stoilov      | Bulgarie                     | 1 min 27 s 44 | 49          | 1 min 22 s 51 | 36            | 2:49 s 95     | +10 s 24      |
| 37                 | 50                          | Jack Irving             | Royaume-Uni                  | 1 min 27 s 04 | 47          | 1 min 22 s 91 | 38            | 2:49 s 95     | +10 s 24      |
| 39                 | 55                          | Tomas Barata            | Espagne                      | 1 min 26 s 94 | 46          | 1 min 23 s 30 | 40            | 2:50 s 24     | +10 s 53      |
| 40                 | 65                          | Teo Žampa               | Slovaquie                    | 1 min 27 s 30 | 48          | 1 min 23 s 86 | 41            | 2:51 s 16     | +11 s 45      |
| 41                 | 60                          | Calum Langmuir          | Royaume-Uni                  | 1 min 27 s 98 | 53          | 1 min 23 s 28 | 39            | 2:51 s 26     | +11 s 55      |
| 42                 | 48                          | Shin Jeong-woo          | Corée du Sud                 | 1 min 27 s 48 | 50          | 1 min 23 s 87 | 42            | 2:51 s 35     | +11 s 64      |
| 43                 | 72                          | Tvrtko Ljutić           | Croatie                      | 1 min 27 s 70 | 51          | 1 min 24 s 19 | 43            | 2:51 s 89     | +12 s 18      |
| 44                 | 76                          | Giovanni Ongaro         | Brésil                       | 1 min 28 s 67 | 54          | 1 min 24 s 51 | 44            | 2:53 s 18     | +13 s 47      |
| 45                 | 63                          | Sam Hadley              | Nouvelle-Zélande             | 1 min 29 s 12 | 55          | 1 min 26 s 23 | 46            | 2:55 s 35     | +15 s 64      |
| 46                 | 73                          | Kalin Zlatkov           | Bulgarie                     | 1 min 30 s 06 | 57          | 1 min 25 s 98 | 45            | 2:56 s 04     | +16 s 33      |
| 47                 | 71                          | Gleb Mosesov            | [[ARM {{{1}}}\|ARM {{{1}}}]] | 1 min 30 s 21 | 58          | 1 min 26 s 80 | 47            | 2:57 s 01     | +17 s 30      |
| 48                 | 81                          | Dmytro Shepiuk          | Ukraine                      | 1 min 30 s 41 | 59          | 1 min 26 s 80 | 47            | 2:57 s 21     | +17 s 50      |
| 49                 | 79                          | Matthieu Osch           | Luxembourg                   | 1 min 30 s 62 | 60          | 1 min 28 s 87 | 49            | 2:59 s 49     | +19 s 78      |
|                    | 1                           | Alexander Steen Olsen   | Norvège                      | 1 min 21 s 55 | 4           | Abandon       | Abandon       | Abandon       | Abandon       |
| 13                 | Joan Verdú                  | Andorre                 | 1 min 22 s 43                | 15            |             | Abandon       | Abandon       | Abandon       | Abandon       |
| 39                 | Eduard Hallberg             | Finlande                | 1 min 24 s 00                | 26            |             | Abandon       | Abandon       | Abandon       | Abandon       |
| 28                 | William Hansson             | Suède                   | 1 min 24 s 44                | 34            |             | Abandon       | Abandon       | Abandon       | Abandon       |
| 32                 | Tiziano Gravier             | Argentine               | 1 min 25 s 21                | 39            |             | Abandon       | Abandon       | Abandon       | Abandon       |
| 43                 | Kryštof Krýzl               | Tchéquie                | 1 min 26 s 21                | 42            |             | Abandon       | Abandon       | Abandon       | Abandon       |
| 53                 | Aingeru Garay               | Espagne                 | 1 min 26 s 53                | 43            |             | Abandon       | Abandon       | Abandon       | Abandon       |
| 49                 | Piotr Habdas                | Pologne                 | 1 min 26 s 73                | 44            |             | Abandon       | Abandon       | Abandon       | Abandon       |
| 57                 | Balint Ury                  | Hongrie                 | 1 min 27 s 91                | 52            |             | Abandon       | Abandon       | Abandon       | Abandon       |
| 68                 | William Petanjko            | Croatie                 | 1 min 29 s 72                | 56            |             | Abandon       | Abandon       | Abandon       | Abandon       |
|                    | 34                          | Isaiah Nelson           | États-Unis                   | 1 min 26 s 14 | 41          | Non partant   | Non partant   | Non partant   | Non partant   |
|                    | 84                          | Mathieu Neumuller       | Madagascar                   | 1 min 30 s 87 | 61          | Non qualifiés | Non qualifiés | Non qualifiés | Non qualifiés |
| 78                 | Dino Terzić                 | Bosnie-Herzégovine      | 1 min 32 s 56                | 62            |             | Non qualifiés | Non qualifiés | Non qualifiés | Non qualifiés |
| 77                 | Elvis Opmanis               | Lettonie                | 1 min 32 s 77                | 63            |             | Non qualifiés | Non qualifiés | Non qualifiés | Non qualifiés |
| 89                 | Luka Buchukuri              | Géorgie                 | 1 min 33 s 47                | 64            |             | Non qualifiés | Non qualifiés | Non qualifiés | Non qualifiés |
| 86                 | Cormac Comerford            | Irlande                 | 1 min 33 s 66                | 65            |             | Non qualifiés | Non qualifiés | Non qualifiés | Non qualifiés |
| 83                 | Viktor Petkov               | Macédoine du Nord       | 1 min 36 s 68                | 66            |             | Non qualifiés | Non qualifiés | Non qualifiés | Non qualifiés |
| 92                 | Mackenson Florindo          | Haïti                   | 1 min 37 s 77                | 67            |             | Non qualifiés | Non qualifiés | Non qualifiés | Non qualifiés |
| 97                 | Faiz Basha                  | Singapour               | 1 min 37 s 86                | 68            |             | Non qualifiés | Non qualifiés | Non qualifiés | Non qualifiés |
| 85                 | Nikita Gorkovskiy           | Ouzbékistan             | 1 min 38 s 06                | 69            |             | Non qualifiés | Non qualifiés | Non qualifiés | Non qualifiés |
| 91                 | Alessandro Cantele Fink     | Mexique                 | 1 min 38 s 07                | 70            |             | Non qualifiés | Non qualifiés | Non qualifiés | Non qualifiés |
| 90                 | Timur Shakirov              | Kirghizistan            | 1 min 38 s 39                | 71            |             | Non qualifiés | Non qualifiés | Non qualifiés | Non qualifiés |
| 99                 | Yianno Kouyoumdjan          | Chypre                  | 1 min 39 s 07                | 72            |             | Non qualifiés | Non qualifiés | Non qualifiés | Non qualifiés |
| 93                 | Branislav Peković           | Monténégro              | 1 min 39 s 74                | 73            |             | Non qualifiés | Non qualifiés | Non qualifiés | Non qualifiés |
| 96                 | Idris Janik                 | Maroc                   | 1 min 39 s 84                | 74            |             | Non qualifiés | Non qualifiés | Non qualifiés | Non qualifiés |
| 100                | Isaac Lee                   | Hong Kong               | 1 min 40 s 32                | 75            |             | Non qualifiés | Non qualifiés | Non qualifiés | Non qualifiés |
| 95                 | Matteo Giannini             | Saint-Marin             | 1 min 41 s 12                | 76            |             | Non qualifiés | Non qualifiés | Non qualifiés | Non qualifiés |
| 98                 | Drink Kokaj                 | Kosovo                  | 1 min 44 s 35                | 77            |             | Non qualifiés | Non qualifiés | Non qualifiés | Non qualifiés |
|                    | 15                          | Stefan Brennsteiner     | Autriche                     | Abandon       | Abandon     | Abandon       | Abandon       | Abandon       | Abandon       |
| 20                 | Luca Aerni                  | Suisse                  |                              | Abandon       | Abandon     | Abandon       | Abandon       | Abandon       | Abandon       |
| 25                 | Tormis Laine                | Estonie                 |                              | Abandon       | Abandon     | Abandon       | Abandon       | Abandon       | Abandon       |
| 35                 | Andrej Drukarov             | Lituanie                |                              | Abandon       | Abandon     | Abandon       | Abandon       | Abandon       | Abandon       |
| 38                 | Seigo Kato                  | Japon                   |                              | Abandon       | Abandon     | Abandon       | Abandon       | Abandon       | Abandon       |
| 46                 | Jan Koula                   | Tchéquie                |                              | Abandon       | Abandon     | Abandon       | Abandon       | Abandon       | Abandon       |
| 52                 | Hugh McAdam                 | Australie               |                              | Abandon       | Abandon     | Abandon       | Abandon       | Abandon       | Abandon       |
| 54                 | Dominic Shackleton          | Royaume-Uni             |                              | Abandon       | Abandon     | Abandon       | Abandon       | Abandon       | Abandon       |
| 56                 | Miha Oserban                | Slovénie                |                              | Abandon       | Abandon     | Abandon       | Abandon       | Abandon       | Abandon       |
| 59                 | Hong Dong-kwan              | Corée du Sud            |                              | Abandon       | Abandon     | Abandon       | Abandon       | Abandon       | Abandon       |
| 62                 | Owen Vinter                 | Royaume-Uni             |                              | Abandon       | Abandon     | Abandon       | Abandon       | Abandon       | Abandon       |
| 64                 | Benjamin Szőllős            | Israël                  |                              | Abandon       | Abandon     | Abandon       | Abandon       | Abandon       | Abandon       |
| 66                 | Jón Erik Sigurðsson         | Islande                 |                              | Abandon       | Abandon     | Abandon       | Abandon       | Abandon       | Abandon       |
| 67                 | Ioannis Antoniou            | Grèce                   |                              | Abandon       | Abandon     | Abandon       | Abandon       | Abandon       | Abandon       |
| 69                 | Aldo Tomašek                | Tchéquie                |                              | Abandon       | Abandon     | Abandon       | Abandon       | Abandon       | Abandon       |
| 70                 | Tobias Hansen               | Islande                 |                              | Abandon       | Abandon     | Abandon       | Abandon       | Abandon       | Abandon       |
| 74                 | Jurre Jeurissen             | Pays-Bas                |                              | Abandon       | Abandon     | Abandon       | Abandon       | Abandon       | Abandon       |
| 75                 | Manuel Horwitz              | Chili                   |                              | Abandon       | Abandon     | Abandon       | Abandon       | Abandon       | Abandon       |
| 80                 | Aleksa Tomović              | Serbie                  |                              | Abandon       | Abandon     | Abandon       | Abandon       | Abandon       | Abandon       |
| 82                 | Alexandru Ștefan Ștefănescu | Roumanie                |                              | Abandon       | Abandon     | Abandon       | Abandon       | Abandon       | Abandon       |
| 88                 | Corentin Gatignol           | Portugal                |                              | Abandon       | Abandon     | Abandon       | Abandon       | Abandon       | Abandon       |
| 94                 | Mohammad Saveh-Shemshaki    | Iran                    |                              | Abandon       | Abandon     | Abandon       | Abandon       | Abandon       | Abandon       |
|                    | 87                          | Fayik Abdi              | Arabie saoudite              | Non partant   | Non partant | Non partant   | Non partant   | Non partant   | Non partant   |

## References
1. ↑  « Raphael Haaser sacré champion du monde de géant à Saalbach », sur L'Équipe, 14 février 2025 (consulté le 3 mars 2025)
2. ↑  « First run results », International Ski Federation (consulté le 14 février 2025)
3. ↑  « Final results », International Ski Federation (consulté le 14 février 2025)